# Папин
Папин (на словашки: Papín) е село в източна Словакия, в Прешовски край, в окръг Хумене. Според Статистическа служба на Словашката република към 31 декември 2021 г. селото има 891 жители.
Разположено е на 260 m надморска височина, на 26 km североизточно от Хумене. Площта му е 25,88 km². Кметът на селото е Милан Хородник.